# Pseudokermes correntinus
Pseudokermes correntinus  (лат.) — вид полужесткокрылых насекомых-кокцид рода Pseudokermes из семейства ложнощитовки (Coccidae).

## Распространение
Южная Америка: Аргентина.

## Описание
Питаются соками таких растений, как Vitaceae: Vitis vinifera.
Вид был впервые описан в 1999 году аргентинским энтомологом М. Гранара де Виллинком (Granara de Willink, M. C.) и назван по имени области обнаружения(Corrientes).
Таксон Pseudokermes correntinus включён в состав рода Pseudokermes Cockerell 1895 (триба Cardiococcini) вместе с видами Pseudokermes armatus, Pseudokermes cooleyi, Pseudokermes correntinus, Pseudokermes eugenium, Pseudokermes geoffroeum, Pseudokermes marginatus, и другими.